# Christoph Luxenberg
Christoph Luxenberg is een pseudoniem waarvan niet vaststaat wie er achter schuilgaat. Aanvankelijk werd zijn naam in de pers toegeschreven aan een hoogleraar Semitische talen aan een Duitse universiteit. Inmiddels wordt er algemeen op gespeculeerd dat het een Libanese christen betreft die goede contacten heeft met Duitse islamologen en daarmee ook gezamenlijk publiceert (zie literatuur). Christoph Luxenberg schreef in 2000 het boek Die syro-aramäische Lesart des Koran, waarin hij de ontstaansgeschiedenis van de Koran revistionistisch benadert, dat wil zeggen, op basis van een meer islamologische analyse en dus niet kiest voor de zelfs in de academische wereld gangbare islamitische benadering. Daarbij komt hij tot de volgende stellingnames:
1. De Koran kan oorspronkelijk geschreven zijn in een Arabisch-Syrische mengtaal. Dit zou de voertaal zijn geweest in de handelsstad Mekka, waar Mohammed vandaan kwam.
2. Bij de codificatie van de Koran werd ervan uitgegaan dat de taal zuiver Arabisch was. Dit resulteerde in herinterpretaties van de tekst en het foutief toevoegen van letter- en klinkertekens, waardoor de betekenis veranderde.
3. In de mondelinge overlevering van de tekst van de Koran moet een hiaat gezeten hebben, anders was zoiets niet gebeurd.
4. De Koran is gebaseerd op christelijke teksten, waarschijnlijk een lectionarium, een boek met schriftlezingen, bedoeld voor de eredienst.
5. De Laylat al-Qadr (de Waardevolle Nacht, een van de laatste nachten tijdens de ramadan) is van oorsprong bedoeld als de christelijke kerstnacht maar met het verder afscheiden van de islam van het christendom later getransformeerd tot de nacht waarbij in plaats van Jezus de Koran naar de aarde zou zijn gezonden.

Wetenschappers hebben aan Luxenbergs boek in eerste instantie nauwelijks aandacht besteed. Het moest eerst bekend worden door een artikel in Newsweek in juli 2002 voordat het academisch gerecenseerd werd. Door de aandacht in de pers is met name het verhaal dat de 72 maagden in het paradijs eigenlijk druiven zijn, wereldberoemd geworden. Luxenbergs conclusies worden in de media doorgaans weergegeven als vaststaand, maar het gaat in feite om een wetenschappelijke hypothese. Er wordt vanuit islamitische hoek kritiek uitgeoefend op zijn werk, maar ook onder islamologische deskundigen in dit vakgebied is zijn onderzoek omstreden.
Dat Luxenberg klaarblijkelijk alleen een christelijke invalshoek zou hebben is daarbij een van de belangrijkste kritiekpunten. Dat neemt echter niet weg dat sommige van zijn suggesties serieus genomen worden en zijn boek het filologische onderzoek naar de tekst van de Koran opnieuw in de belangstelling van de wetenschap heeft gebracht.

## Luxenbergs these
Het Arabisch is een zogenaamd ‘defectief’ schrift: er worden alleen medeklinkers mee geschreven. Daarnaast werden meerdere medeklinkers met dezelfde tekens aangeduid. In het Arabische schrift uit de zevende eeuw worden zeventien tekens gebruikt voor 28 medeklinkers. Slechts zeven tekens in dit schrift zijn ondubbelzinnig. Ongeveer een eeuw na de eerste codificatie van de Koran werden aan de medeklinkertekens zogenaamde ‘diakritische punten’ toegevoegd, waardoor de verschillende medeklinkers van elkaar konden worden onderscheiden. Ongeveer drie eeuwen later zijn er ook klinkertekens aan de Korantekst toegevoegd, al werd er al wel eerder geëxperimenteerd met vormen van klinkernotatie.
De tekst van de Koran is vaak bondig en lastig te interpreteren. Een aantal verzen uit de Koran die de vroege Korancommentator Tabari al niet makkelijk wist te duiden, of waar moderne westerse vertalers moeite mee hadden, voorziet Luxenberg van een herinterpretatie door te kijken naar mogelijke wijzigingen in de notatie van diakritische punten en klinkers. Hij betrekt daar het - al langer bekende - gegeven bij dat in de Koran leenwoorden voorkomen uit het Syrisch.
Een voorbeeld: in soera Het Geslacht van Imraan 96 staat ‘Voorzeker, het eerste huis dat voor de mensheid bestemd werd, is dat te Bakka vol van zegeningen en als richtsnoer voor alle werelden.’ Alle Korancomentatoren gaan ervan uit dat ‘Bakka’ een alternatieve plaatsnaam is voor ‘Mekka’. Het zou zijn afgeleid van het werkwoord bakka dat ‘dringen’ betekent. Dat zou op zijn beurt weer slaan op de pelgrims die zich in Mekka rond de Ka'aba verdringen.
Zowel de naam als de gelegenheidsetymologie zijn niet erg waarschijnlijk. De Griekse geograaf Ptolemeus kent de plaats al als ‘Makoraba’, een woord dat in verband gebracht wordt met de betekenis ‘heiligdom’.
Luxenberg neemt de Arabische schrijfwijze van ‘te Bakka’ ببكه en verplaatst de diakritische punten, zodat het woord تيكه taykeh ontstaat. Dat is Syrisch voor ‘dat hij heeft omgrensd’. De vertaling van dit vers wordt dan: ‘Voorzeker, het eerste huis dat voor de mensheid bestemd werd, is dat wat Hij heeft omgrensd vol van zegeningen en als richtsnoer voor alle werelden.’
Ook de inmiddels bekende theorie over de paradijsmaagden begint op deze manier. In soera De Rook 54 staat: ‘En Wij zullen hen met schone meisjes die grote, mooie ogen hebben, verenigen.’ Het Arabisch voor ‘wij zullen hen verenigen’ زوجناهم (zawwajnahum) wordt door Luxenberg gelezen als: روحناهم (rawwahnahum) ‘wij zullen hen laten uitrusten’. Beide woorden zijn correct Arabisch. Evenals die hier geciteerde Nederlandse vertaling, vergt de herinterpretatie van de rest van de passage enige idiomatische souplesse. In het Arabisch staat er بِحُورٍ عِينٍ (bi hur ‘in). Het voorzetsel bi- ‘met’ leest Luxenberg in het Syrisch: ‘onder’. Hur ‘in is een lapidaire uitdrukking die letterlijk vertaald zoiets als ‘witogig’ of ‘witte ogen’ betekent, waarbij het grammaticale geslacht van ‘wit’ aangeeft dat het om iets vrouwelijks gaat. Moslims vertalen het traditioneel als een metoniem: ‘schone meisjes die grote, mooie ogen hebben’.
Luxenberg voert een aantal parallellen op uit het Arabisch en het Syrisch waarbij het woord voor ‘witte’ gebruikt kan worden om druiven aan te duiden en het woord voor ‘oog’ ook zoiets kan betekenen als ‘voortreffelijk, kristalhelder’. Zijn vertaling luidt dan: ‘En Wij zullen hen laten uitrusten onder voortreffelijke druiven.’
Luxenberg herleest ongeveer 60 passages en probeert zo aan te tonen dat de Koran in een Arabisch-Syrische mengtaal geschreven is. Die mengtaal werd later niet meer begrepen en bij het codificeren en met name de toevoeging van de diakritische punten en klinkertekens werd van de tekst correct Arabisch gemaakt. Hierdoor werd de betekenis van de tekst ook veranderd. Dergelijke fouten kunnen alleen zijn ontstaan als in de mondelinge overlevering van de Korantekst een hiaat heeft gezeten. Luxenberg probeert met zijn gereconstrueerde teksten bovendien aan te tonen dat de Koran gebaseerd is op een christelijk lectionarium: een boek met schriftlezingen, bedoeld voor de eredienst. Soera De Overvloedigheid wordt – na herlezing - zelfs teruggevoerd op een Bijbeltekst: 1 Petrus 5:8-9.

## Steun uit islamitische hoek
Soefi's als Seyed Mostafa Azmayesh concluderen op grond van het lezen van de Koran zelf dat 'een belangrijke kern van de boodschap van dat boek al in een andere taal moet hebben bestaan'. Hij meent dat de kern van de Koran verwantschap vertoont met het christelijke gnosticisme.

## Kritiek uit islamitische hoek
In juli 2002 stond in Newsweek een artikel over Luxenbergs herinterpretatie van de paradijsmaagden. De verkoop van het nummer werd in Pakistan en Bangladesh verboden. Inhoudelijke reacties vanuit islamitische hoek bestaan vooral uit herhaling van ideeën die Luxenberg nu juist ter discussie stelt.
Volgens moslims zijn teksten van de Koran al tijdens het leven van Mohammed opgeschreven door diens secretaris Zaid ibn Tabith en anderen. Papyrus, palmbladeren en zelfs kamelenbotten dienden daarbij als ondergrond. De geschreven tekst gold echter als niet meer dan een ‘geheugensteun’. De échte openbaring werd bewaard door degenen die de hele Koran uit hun hoofd kenden. Wie de Koran uit het hoofd kent wordt een ‘bewaarder’, hafiz, genoemd en tot op de dag van vandaag kan men in gedrukte korans een voetnoot aantreffen van een hafiz die garandeert dat de gedrukte tekst klopt met de mondelinge overlevering. Juist die mondelinge overlevering maakt het onwaarschijnlijk dat de tekst van de Koran niet meer correct werd gelezen of zelfs werd veranderd.
Gerichte argumenten tegen het betoog van Luxenberg zijn zeldzaam en niet altijd correct. Zo wordt er door moslims op de letterlijke betekenis gewezen van hur ‘in om aan te tonen dat het niet ‘druiven’ kan betekenen. Luxenberg ontkent die letterlijke betekenis echter niet. Het lijkt er dus op dat zijn boek in de islamitische wereld alleen bekend is via het artikel in Newsweek.

## Kritiek uit westerse hoek
Prof. dr. Fred Leemhuis stelde tijdens zijn oratie als hoogleraar Koranwetenschappen aan de Rijksuniversiteit Groningen op 7 september 2004, dat Luxenbergs theorie onvoldoende onderbouwd is. Dat is een goede samenvatting van de reacties op Luxenbergs werk onder westerse islamologen.
Luxenbergs ideeën zijn gebaseerd op een aantal vooronderstellingen die niet per se onjuist, maar wel risicovol zijn. Arabisch en Syrisch zijn beide Semitische talen en veel woorden uit de beide talen zijn dan ook verwant. Zo beweert Luxenberg bijvoorbeeld dat het Arabische Qur’an, is afgeleid van het Syrische Qeryana, dat ‘lectionarium’ betekent. Zelfs als dat waar is, wil dat nog niet zeggen dat met het Syrische woord ook de volledige betekenis in het Arabisch is overgenomen. De alternatieve hypothese is minstens even waarschijnlijk, namelijk dat beide woorden ‘tekst om te reciteren/voor te lezen’ betekenen en beide zijn afgeleid van de, zowel in het Arabisch als in het Syrisch voorkomende, Semitische stam qr’, dat - onder andere - ‘(voor)lezen’ betekent.
Het Arabische defectieve schriftsysteem biedt alleen al zuiver statistisch gezien grote mogelijkheden om door herplaatsing van diakritische punten en klinkertekens woorden te veranderen in willekeurige andere woorden. De kans op succes wordt alleen maar groter als daarbij ook nog naar mogelijke Syrische alternatieven wordt gekeken. Soms zijn die veranderingen betekenisvol, maar dat wil nog niet zeggen dat ze ook zinvol zijn of een historische werkelijkheid weergeven. Een en ander betekent niet dat Luxenbergs vondsten terzijde kunnen worden geschoven, maar wel dat het onderzoekswerk, na het vinden van een betekenisvol alternatief, nog niet is afgerond. Er zijn meer – externe - aanwijzingen nodig om een bepaalde herlezing waarschijnlijk te maken.
Een herlezing die bijvoorbeeld een Korantekst dichter bij een toch al vermoede christelijke bron brengt kan zo’n aanwijzing zijn. Voor Luxenberg is het echter het enige externe bewijs dat hij gebruikt: al zijn herlezingen zijn consequent christelijk. Andere aanwijzingen negeert hij, of hij is er niet van op de hoogte.
Twee voorbeelden:
1. Waar Luxenberg de structuur BBKH, die traditioneel wordt gelezen als ببكه bi bakka, herleest als تيكه taykah, opperen westerse critici een andere lezing, die mogelijk goed aansluit bij Luxenbergs methode: بمكه bi makka, ‘te Mekka’. Hierbij wordt verondersteld dat een slordig geschreven M ﻤ wordt verward met een B ﺒ, zeker als die laatste letter al bestond mét diakritische punt. Oftewel, het zou mogelijk zijn BBKH met BMKH te verwarren. Als resultaat gaat dan Soera Het geslacht van Imraan 96 over ‘Bakka’, naar de betekenis ongewijzigd, nog steeds over Mekka, zonder een ingewikkelde omweg via een betekeniswijziging in het Syrisch. Zwak aan de BBKH>BMKH theorie is echter dat de veronderstelde verwarring met de letter M (mim) uitgesloten is voor zover het de bekende antieke Arabische schoonschriftstijlen betreft. De letter M heeft daar namelijk altijd een gedrongen, ronde vorm O, terwijl het letterteken voor B een drie a twee punten hoge verticale streep I is. De hoogte wordt bepaald door de aanwezigheid van naburige lettertekens voor B volgens het zogenaamde "sloping twin" principe (geformuleerd in Computing and the Qur'an - some caveats, Thomas Milo 2007 in Schlaglichter, ed. Gross-Ohlig). De B in BB heeft daardoor een andere hoogte dan de B in BM. Alle nu bekende vroege Koranteksten zijn zonder uitzondering vakkundig uitgevoerd in een strak gestructureerd schrift. De letter M kan daarin nauwelijks met het letterteken voor B worden verward. De veronderstelde 'slordig geschreven' Koranmanuscripten kunnen dan ook alleen bestaan hebben in een zeer vroege fase. Volgens het traditionele islamitische verhaal zouden de eerste Koranpassages op papyrus, palmbladeren en kamelenbotten geschreven zijn. Op dergelijke ondergronden lijken strak gestructureerde schriftstijlen minder voor de hand te liggen.
2. Een aantal verhalen in de Koran komt zeer goed overeen met Bijbelse verhalen uit de Targoem. Dit zijn vertalingen van de Thora in het Aramees, waarin vaak buiten-Bijbelse verhalen zijn verwerkt. Zo komt bijvoorbeeld het verhaal over koning Salomo en de koningin van Sheba in soera De Mieren veel beter overeen met de Targum Sheni Esther dan met het Bijbelse verhaal. Ook het Koranische woord voor hel, gehinnom is een Hebreeuws – en dus joods - leenwoord, geen christelijk Syrisch, dan zou de slot-m ontbreken. Dat wijst op joodse bronnen en een veel complexere ontstaansgeschiedenis dan een ‘christelijk lectionarium’.
Het ironische is dat uit het laatste voorbeeld blijkt dat Luxenberg, die de islamologie confronteert met de Syrisch-Aramese dimensie van de Koran, zelf mogelijk niet van het Hebreeuwse aspect op de hoogte is. Bovendien lijkt het erop dat hij geheel op zichzelf opereert. Zo komt hij op eigen kracht tot de conclusie dat het letterteken voor B, het letterteken waar tegenwoordig door middel van diakritische punten in het Arabisch de ﺒ b, ﺘ t, ﺜ th, ﻨ n en ﻴ y mee worden geschreven, in oude Koranhandschriften ook moet zijn gebruikt voor de lange ‘a’. Toen Luxenberg zijn boek schreef was het gebruik van dit teken voor de lange ‘a’ in oude Koranhandschriften in Sanaa, de hoofdstad van Jemen, al aangetoond. Echt nieuwe informatie was dat echter niet: het letterteken voor B wordt ook tegenwoordig nog voor de lange a -als "alef maqsuurah in middenpositie"- gebruikt in korans op basis van de Kairo-editie uit 1924. Bovendien worden in de verschillende canonieke reciteerwijzen van de Koran verschillende spellingen gebruikt voor bijvoorbeeld de naam Ibrahim (de Bijbelse Abraham). Deze komt zowel voor in de spelling 'Ibrahim' als 'Ibraham', wat duidelijk wijst op de onderlinge inwisselbaarheid van het letterteken voor B en de 'alif.
Niet alles wat Luxenberg beweert is dus onzin en zijn hypotheses kunnen niet zomaar terzijde geschoven worden. Sinds het verschijnen van zijn boek is onder islamologen en arabisten dan ook een toename van kritische belangstelling voor dit taalkundige onderwerp te zien. Het is vooral Luxenbergs beperkte, christelijke perspectief en zijn soms veel te ver doorgevoerde redeneringen die op afwijzende kritiek kunnen rekenen.